# Municipal District of Taber
Der Municipal District of Taber ist einer der 63 „municipal districts“ in Alberta, Kanada. Der Verwaltungsbezirk liegt in der Region Süd-Alberta und gehört zur „Census Division 2“. Er wurde zum 1. April 1945, durch die Zusammenlegung mehrerer anderer Verwaltungsbezirke, eingerichtet (incorporated als „Improvement District No. 65“) und sein Verwaltungssitz befindet sich in Taber.
Der Verwaltungsbezirk ist für die kommunale Selbstverwaltung in den ländlichen Gebieten sowie den nicht rechtsfähigen Gemeinden, wie Dörfern und Weilern und ähnlichem, zuständig. Für die Verwaltung der Städte (City) und Kleinstädte (Town) in seinen Gebietsgrenzen ist er nicht zuständig.

## Lage
Der „Municipal District“ liegt im Südosten der kanadischen Provinz Alberta. Während der Bezirk vom Oldman River durchflossen wird, folgt der Grenzverlauf des Bezirks im Norden und Nordosten streckenweise dem Verlauf des Bow Rivers. Im Osten, an der Grenze zum benachbarten Cypress County, vereinigen diese sich dann zum South Saskatchewan River.
Die Hauptverkehrsachsen sind der in Ost-West-Richtung verlaufenden Alberta Highway 3, der Crowsnest Highway, sowie der in Nord-Süd-Richtung verlaufende Alberta Highway 36. Außerdem durchquert die transkontinentale Hauptstrecke der Canadian Pacific Railway den Bezirk.
| Vulcan County          |                                             | County of Newell           |
| Lethbridge County      | Kompassrose, die auf Nachbargemeinden zeigt | Cypress County             |
| County of Warner No. 5 |                                             | County of Forty Mile No. 8 |

## Bevölkerung
| Jahr | Erhebung          | Einwohner | Änderung | Fläche (km²) | Bev.-dichte (EW/km²) |
| ---- | ----------------- | --------- | -------- | ------------ | -------------------- |
| 2016 | Volkszählung 2016 | 7098      | + 3,6 %  | 4.201,65     | 1,7                  |
| 2011 | Volkszählung 2011 | 6851      | + 9,2 %  | 4.203,79     | 1,6                  |

## Gemeinden und Ortschaften
Folgende Gemeinden liegen innerhalb der Grenzen des Verwaltungsbezirks:
- Stadt (City): keine
- Kleinstadt (Town): Taber, Vauxhall
- Dorf (Village): Barnwell
- Weiler (Hamlet): Enchant, Grassy Lake, Hays, Johnson’s Addition, Purple Springs

Außerdem bestehen noch weitere, noch kleinere Ansiedlungen und zahlreiche Einzelgehöfte.